# جاستیکا پکترالیس
جاستیکا پکترالیس (نام علمی: Justicia pectoralis) نام یک گونه از سرده مشعلی است.